# Blennosperma
Blennosperma là một chi thực vật có hoa trong họ Cúc (Asteraceae).

## Loài
Chi Blennosperma gồm các loài: